# Wróżbita (komiks)
Wróżbita (fr. Le Devin) – dziewiętnasty tom o przygodach Gala Asteriksa. Jego autorami są René Goscinny (scenariusz) i Albert Uderzo (rysunki).
Komiks po raz pierwszy wydano w 1972 r. Pierwsze polskie tłumaczenie (autorstwa Jolanty Sztuczyńskiej) pochodzi z 1994 r.

## Fabuła
W wiosce Galów zjawia się Gaduliks, podający się za wróżbitę. Tylko Asteriks poprawnie rozpoznaje w nim oszusta; reszta mieszkańców wioski (z wyjątkiem nieobecnego Panoramiksa) wierzy mu bezkrytycznie.
Gdy Gaduliks opuszcza wioskę, Dobromina (żona Asparaoniksa) nakłania go, by zamieszkał w pobliskim lesie. Oszust zgadza się na jej propozycję, przyjmując podarunki od łatwowiernych Galów i przewidując im przyszłość, zgodną z ich oczekiwaniami.
Patrolujący las Rzymianie chwytają Gaduliksa i prowadzą go do obozu Delirium. Tamtejszy centurion, usłyszawszy o wpływie wróżbity na Galów, decyduje się wykorzystać sytuację. Chce, by Gaduliks nakłonił mieszkańców wioski Asteriksa do jej opuszczenia.

## Nawiązania

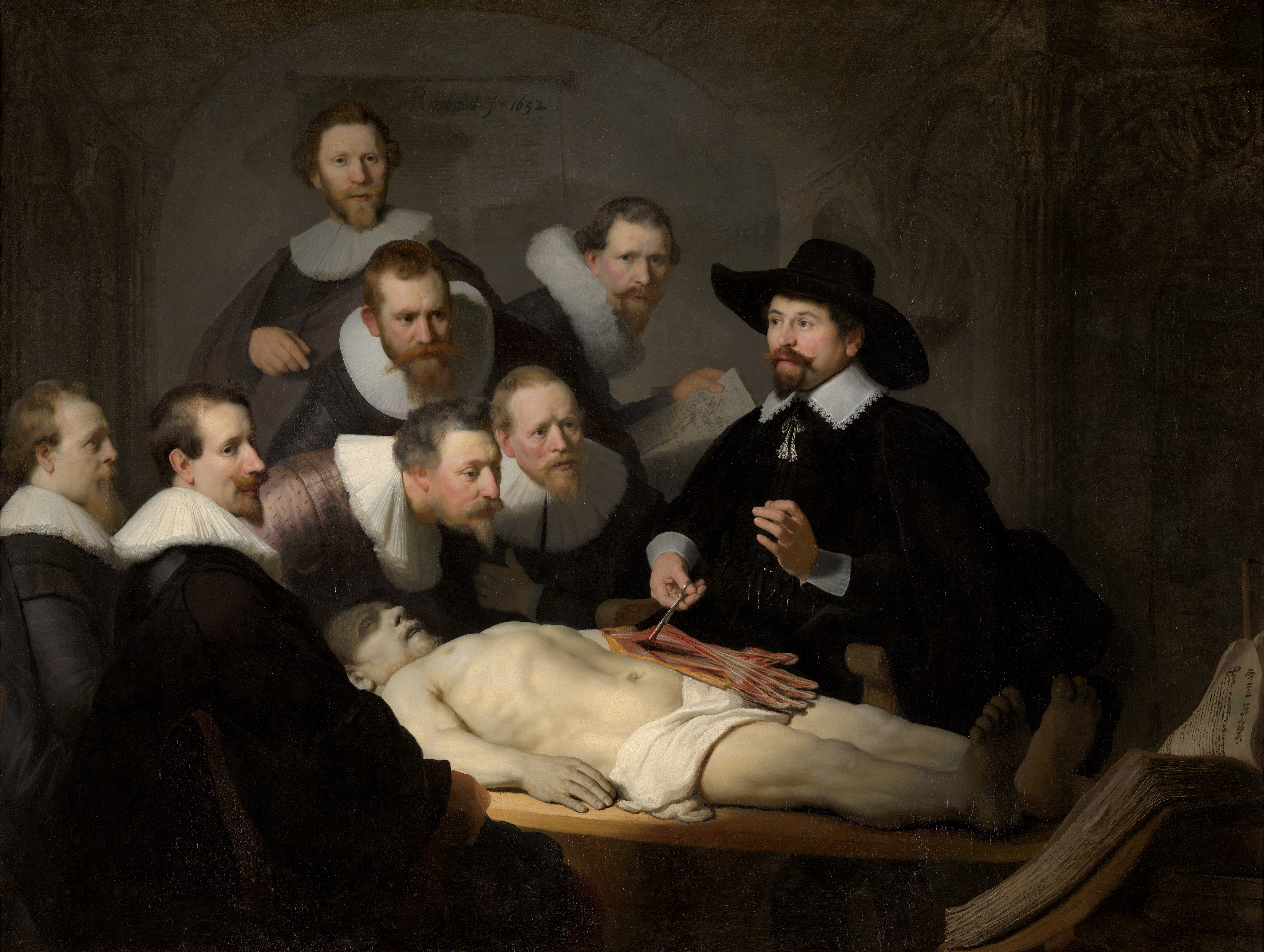

- scena, w której Gaduliks w obecności Galów „wróży” z wnętrzności ryby, jest nawiązaniem do obrazu Rembrandta Lekcja anatomii doktora Tulpa[1],
- komentarz autorów albumu, poświęcony działalności wróżbitów i augurów, zawiera ilustrację domu Alberta Uderzo (towarzyszy jej komentarz Chociaż niektórzy wizjonerzy miewają rozsądne pomysły dotyczące przyszłości...) i zdjęcie z budowy biurowca Tour Esso w paryskiej dzielnicy La Défense (towarzyszy jej komentarz ... to na ogół przepowiadają byle co!)[1][6]

## Adaptacje
Wątek wróżbity-oszusta pojawia się we francusko-niemiecko-włoskim filmie Asterix i Obelix kontra Cezar.